# Confederación Canaria de Trabajadores
La Confederación Canaria de Trabajadores (CCT) es un sindicato de trabajadores de izquierda independentista canaria que actualmente está integrado en Intersindical Canaria, si bien mantiene cierta autonomía organizativa. Sus órganos de dirección son el Congreso, la Asamblea General de Delegados y la Comisión Ejecutiva.
La Confederación Canaria de Trabajadores surge a mediados de la década de 1970, a partir de sindicatos de rama de los sectores de la construcción, siderometalurgia y sanidad, que se confederan y legalizan en 1977. La CCT alcanzó su mayor implantación de las islas de Tenerife y La Gomera. Defendía el concepto marxista de lucha de clases y consideraba África como el área económica natural en el que se inserta Canarias, por lo que privilegió sus relaciones con las organizaciones obreras de este continente.
El surgimiento de la CCT puede hallarse en una escisión de la Oposición de Izquierdas al Partido Comunista de España (OPI), que a su vez era una escisión del Partido Comunista de España fruto del descontento con la línea eurocomunista de dicho partido. Este sector escindido de la OPI simpatizará con el Movimiento por la Autodeterminación e Independencia del Archipiélago Canario (MPAIAC), llegando a militar en esta organización muchos de los escindidos de la OPI. En descontento con la línea interclasista del MPAIAC su sector marxista-leninista termina desvinculándose de la dirección argelina de Antonio Cubillo y se crea en Canarias el Partido de los Trabajadores Canarios interior (PTC), tomando el nombre del partido que supuestamente había creado el MPAIAC como su brazo político, pero que en realidad nunca llegó a funcionar como tal. El PTC participa inicialmente en la creación del Sindicato Obrero Canario (SOC), pero debido a las divergencias con el Partido Comunista Canario (PCC-p), los militantes del PTC terminan abandonando el SOC y fundando la Confederación Canaria de Trabajadores.
La CCT crea el periódico Nación Canaria como órgano de expresión, sufriendo durante la transición numerosas denuncias por parte de la Capitanía General de Canarias debido a sus contenidos independentistas. Esta querellas por "propaganda ilegal", a excepción de una de ellas, no llegaron a prosperar gracias a que los estatutos de la CCT responsabilizaban de sus acciones a un órgano colegiado para evitar responsabilidades individuales. El importante activismo de la CCT durante la segunda mitad de la década de 1970 preocupó al gobierno de la Unión de Centro Democrático, que pretendía una transición sin sobresaltos. La CCT convoca una huelga de la recogida de basura de Santa Cruz de Tenerife, consiguiendo que se impusiese al ayuntamiento la firma de un convenio colectivo con subidas salariales del 100%. 
Junto con otros colectivos obreros y sindicales convocan una huelga para el 12 de diciembre de 1977, pero en el transcurso de dicha huelga el estudiante Javier Fernández Quesada cae abatido por disparos de la policía, muriendo a causa de ello. A raíz de dicha huelga se desata una feroz represión contra la CCT, siendo detenidos muchos de sus líderes. 
En La Gomera, la CCT lucha contra el desmantelamiento de la industria conservera, pero la policía irrumpe en su sede y detiene a sus abogados y líderes, siendo estos liberados gracias a las presiones de la Organización para la Unidad Africana (OUA) y la Organización Internacional del Trabajo (OIT) 
A partir de los años 80 la CCT pierde fuerza y se convierte en una organización sindical minoritaria.
Actualmente está integrada dentro de Intersindical Canaria.